# 棕木紋龜
棕木紋龜（學名：Rhinoclemmys annulata) 是木紋龜屬下的一種龜，發現於哥倫比亞、哥斯大黎加、厄瓜多爾、洪都拉斯、尼加拉瓜和巴拿馬。